# Stylisko

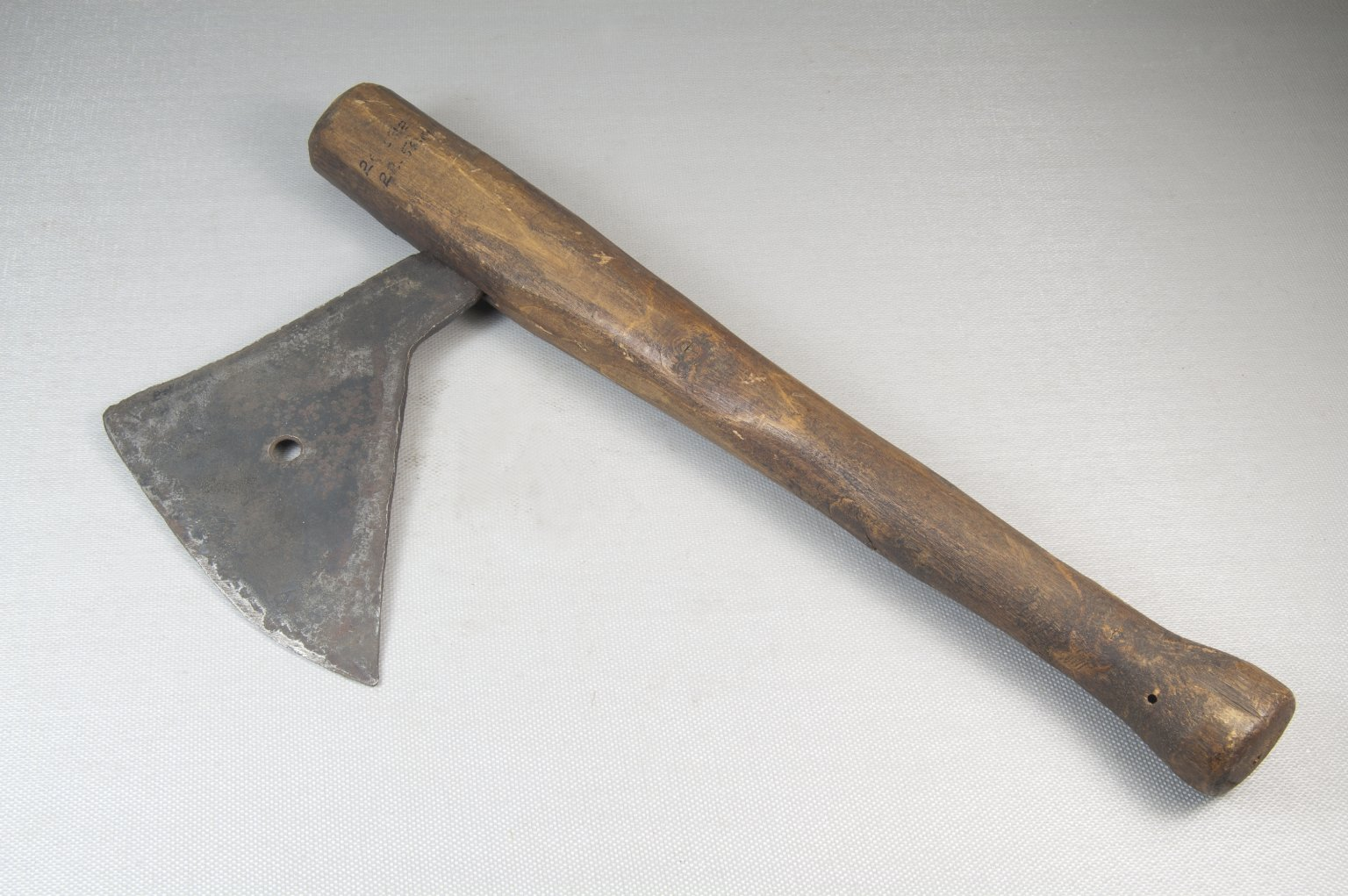
Toporek z drewnianym styliskiem

Stylisko – uchwyt ręcznych narzędzi gospodarskich, budowlanych, ogrodniczych, broni i sprzętu alpinistycznego. Zamiennie stosuje się również nazwę – trzonek lub drzewce. Nazwa stosowana także w odniesieniu do krótkiej ręcznej broni obuchowej. 
Stylisko wykonane jest w postaci drewnianej beleczki, najczęściej o przekroju okrągłym lub owalnym, i wymiarach zależnych od narzędzia, do którego zostało wykonane. Z narzędziem połączone przy pomocy gwintowanych końcówek, sworzni, śrub, lub przez zaciśnięcie, wbitym od strony czołowej klinem. Narzędzia wyższej jakości wyposażone są w styliska wykonane zgodnie z zasadami ergonomii, co ułatwia posługiwanie się nimi. W styliska wyposażone są takie narzędzia ręczne jak:
- łopaty, szufle – stylisko wykonane z twardego liściastego drewna w postaci wałka o średnicy ok. 40 mm i długości ok. 1 m, często zakończone w górnej części poprzeczną (w kształcie litery T) rękojeścią. W przypadku łopat budowlanych narażonych na duże obciążenia, wykonywane są z rury stalowej o podobnych wymiarach
- widły  ogrodnicze i gospodarskie – stylisko wykonane prawie identycznie jak w przypadku łopat
- grabie ogrodnicze i gospodarskie – stylisko wykonane z liściastego lub iglastego drewna w postaci wałka o średnicy ok. 25 mm i długości ok. 1,4–2 m. Gwarowo nazywane grabiskiem
- cepy – długi (ok. 1,5–1,7 m) kij o średnicy 25–30 mm, wykonany z cienkiego pnia (tylko okorowanego) twardego liściastego drzewa (brzoza, grab) nazywany dzierżakiem lub gwarowo cepiskiem
- miotły, szczotki, mopy – stylisko wykonane z twardego liściastego drewna w postaci wałka o średnicy ok. 20 mm i długości ok. 1,2–1,4 m, lub cienkościennej stalowej rurki o podobnych wymiarach, pokrytej cienką warstwą z PCW, najczęściej wyposażone w końcówkę z gwintem stożkowym do mocowania narzędzia roboczego
- siekiery, młotki, topory  – stylisko wykonane z twardego liściastego drewna w postaci beleczki o przekroju owalnym, o wymiarach zależnych od wielkości narzędzia. W tym przypadku częściej używana jest nazwa trzonek. Tutaj również często stosuje się styliska metalowe, w części chwytowej pokryte gumą lub PCW.
- kilofy, czekany (sprzęt alpinistyczny), oskardy – stylisko wykonane podobnie jak w przypadku siekier. W czekanach, w celu zwiększenia wytrzymałości, wykonywane najczęściej ze stali lub aluminium.